# Phytocoris purvus
Phytocoris purvus är en insektsart som beskrevs av Knight 1927. Phytocoris purvus ingår i släktet Phytocoris och familjen ängsskinnbaggar. Inga underarter finns listade i Catalogue of Life.